# Stade Monumental (Lima)
Pour les articles homonymes, voir Stade Monumental.
Le stade Monumental (Estadio Monumental) – plus communément connu sous le nom de Monumental U ou encore Monumental U Marathon pour des raisons de naming – est un stade de football situé dans le quartier populaire d'Ate à Lima au Pérou, propriété de l'Universitario de Deportes, le club le plus titré du football péruvien.
Aujourd'hui, cette enceinte est la plus grande du pays car elle peut accueillir 80 093 spectateurs : 58 577 places assises, 20 916 dans les loges, et 600 VIP. La sélection péruvienne de football y joue certains matchs officiels.

## Histoire
Le Stade Monumental est inauguré le 2 juillet 2000, avec la victoire 2-0 de l'Universitario de Deportes sur le Sporting Cristal, match comptant pour le championnat.
Le 5 novembre 2019, la CONMEBOL décide de délocaliser la finale de la Copa Libertadores 2019, initialement prévue le 23 novembre au Stade national de Santiago (Chili), et choisit le Stade Monumental sans en modifier la date. Même si c'est la quatrième fois que la ville de Lima abrite une finale de Copa Libertadores, après les éditions 1971, 1972 et 1997, c'est la première fois que la finale de cette compétition se joue sur une seule manche.

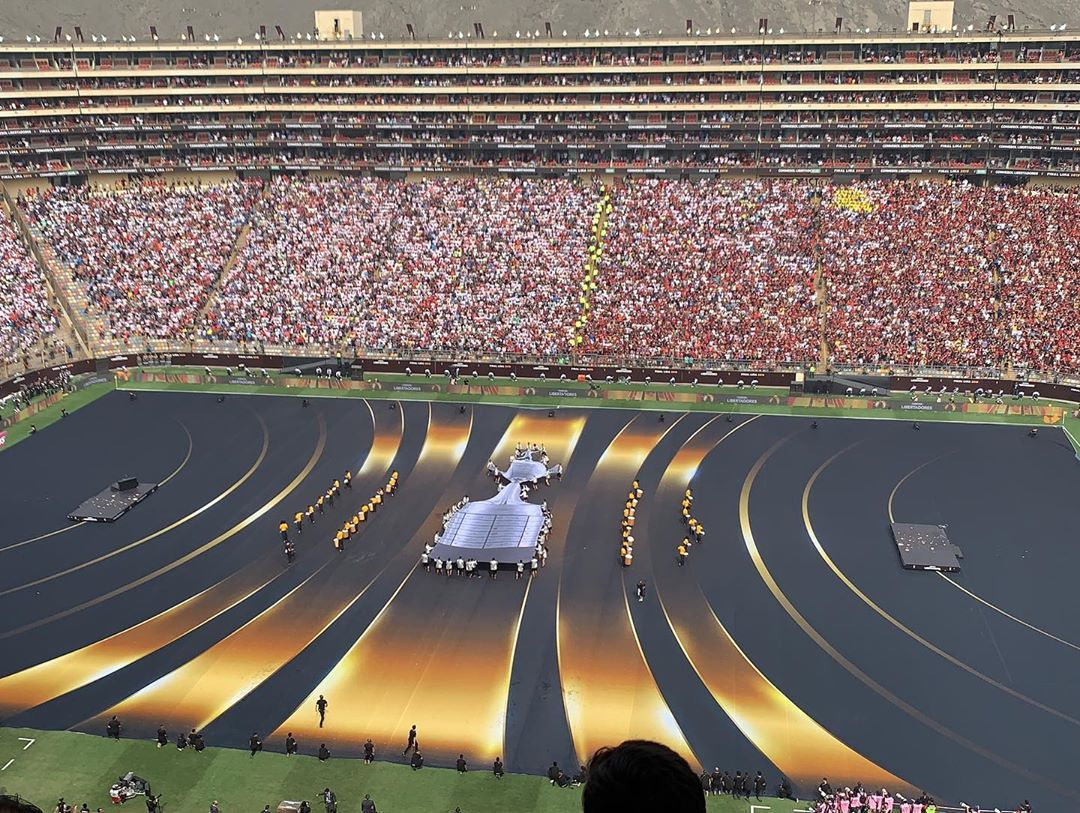
Finale de la Copa Libertadores 2019.

## Événements
- Tour préliminaire de la coupe du monde de football 2002 : Zone Amérique du Sud.
- Sudamericano Femenino 2003.
- Tour préliminaire de la coupe du monde de football 2006 : Zone Amérique du Sud.
- Tour préliminaire de la coupe du monde de football 2010 : Zone Amérique du Sud.
- Tour préliminaire de la coupe du monde de football 2018 : Zone Amérique du Sud.
- Copa Libertadores : 2001, 2003, 2006, 2008, 2009, 2010, 2014, 2017, 2018, 2019 (finale)[3], 2020, 2021.
- Copa Sudamericana : 2005, 2006, 2007, 2006, 2008, 2010, 2011, 2012, 2015, 2020, 2021, 2023.
- Copa Merconorte : 2000, 2001.
- Concerts de Paul Mc Cartney, Beyoncé, Miley Cyrus, Erasure, Megadeth, Kylie Minogue, Depeche Mode, Iggy Pop, Maroon 5, The Rolling Stones, Guns N' Roses...